# Astylopsis arcuata
Astylopsis arcuata là một loài bọ cánh cứng trong họ Cerambycidae.